# Église Saint-Martin de Crocy
Pour les articles homonymes, voir Église Saint-Martin.
L'église Saint-Martin, ou Saint-Hilaire, est une église catholique située à Crocy, en France. Datant des XIIe, XIIIe et XIVe siècles, elle est inscrite au titre des Monuments historiques.

## Localisation
L'église est située dans le département français du Calvados, dans le bourg de Crocy.

## Historique
L'édifice est inscrit au titre des Monuments historiques depuis le 18 mars 1927.